# Robert Cartwright
Robert Cartwright é um director de Arte. Ele foi nomeado para quatro Óscares na categoria "Melhor Direcção de Arte".

## Filmografia selecionada
Cartwright foi nomeado para quatro Óscares de Melhor Direcção de Arte:
- Becket (1964)
- Scrooge (1970)
- Mary, Queen of Scots (1971)
- The Elephant Man (1980)